# 博罗季诺级战列舰
博罗季诺级战列舰（是俄罗斯帝国在十九世纪末设计建造的5艘战列舰。本级以俄国向法国订购的皇太子号（又译太子号）为基础进行了修改，以适应俄国本国的设备。
本级前4艘在日俄战争期间建成，随即编入第二太平洋舰队，与其他舰艇一起赶赴远东，以解救被日本舰队围困在旅顺港（俄方称亚瑟港）内的第一太平洋舰队旅顺分舰队；在途中遭遇堵截的日本联合舰队主力，在对马海峡海战中参战的本级战列舰先后有3艘被击沉，残存的鹰号则在负伤抵抗无望后向日军投降，并被日本接收，以“石见”之名编列入日本海军。本级最后一艘光榮號并没有赶上日俄战争，建成后留在波羅的海艦隊中服役；第一次世界大战期间主要守卫里加湾，在莫恩海峡海战中受重创，困于狭窄的水道内，最后由水兵自行凿沉。

## 设计与概述

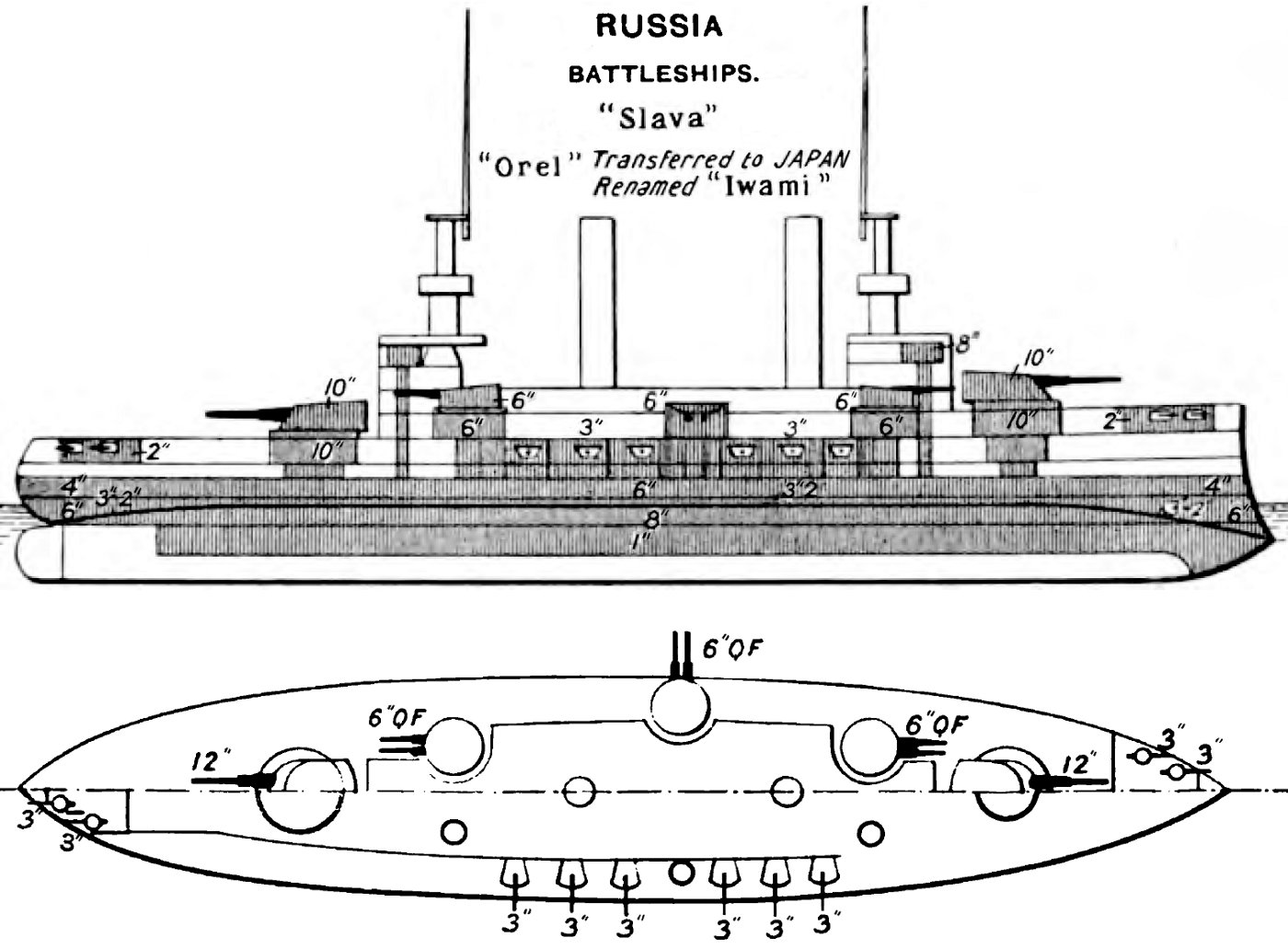
右视图和甲板布置图，1906年布拉西海军年鉴

俄国沙皇尼古拉二世 (俄罗斯)自1894年继位以来，就一直梦寐以求要在远东获得一个温水不冻港。1895年，日本在甲午战争中战胜中国，并签订《马关条约》，割取包括遼東半島在内的大片领土。俄国视日本的扩张为心腹大患，联合法、德逼迫日本作出让步，归还辽东半岛，此即三國干涉還遼。事后俄国以此邀功，1898年3月，向中国租借旅顺港等地25年。新胜的日本将所得赔款大量投入到军事开支，尤其是海军军费上；尤其是新购入的军舰其主炮口径达到了12英寸（305），使得俄国原本建造的佩列斯韦特级迅速过时。为了应对日本的威胁，俄国以“为了远东的需求”为名，提出了一个庞大的造舰计划，除了向法国购买一艘战列舰（皇太子号）外，还在本国内继续建造后续各舰，此即博罗季诺级战列舰。

### 舰型
博罗季诺级是俄国曾经建造过的战列舰中数量最多的一个型号。该级原来打算只是在皇太子号的基础上进行小幅度的修改，但合同签订后人们就发现本级必须作出修改，而与皇太子号有比较大的差别。其中最主要的不同点在于本级所使用的引擎比皇太子号要更重，炮塔也更大，而设计师则必须在更大的吨位的前提下实现与皇太子号相同的航速、吃水深度、武器和防护水平的要求。新舰艇的设计由俄国海军技术委员会的D. V. 斯柯尔措夫主导，于1898年7、8月间完成，比原定合同签订时间晚了一个月左右。新的设计方案比皇太子号重了大约1000吨，整体上宽度要大上一些。
博罗季诺级新的设计与皇太子号相比，在外观上差别显著。新方案在艏艉各增加了一个炮郭，每个炮郭容纳4门75毫米炮，加上原本安装在舷侧、装甲带上方的12门，使得75毫米炮的总数达到了20门。也因为这一变动，使得原本预定在全舰使用的船舷内倾设计也进行了相应的修改，在舷侧75毫米炮处不再设计内倾而是改为平直装甲，只有舰艏、舰艉依旧保留内倾设计。
由于本级与皇太子号相类似，都是采用了船舷内倾设计，乾舷高耸；采用这种设计主要是为了减轻舰体重量，同时有利于扩大舷侧副炮的射界。但这种设计的弊端在于抗浪性不佳，在风浪大时舷侧武装几乎无法使用。
本级的舷侧装甲带比较窄，重载情况下很容易就全部没入水下。在这种情况下，一旦一侧进水，在锅炉舱和轮机舱之间沿中轴布置的水密隔舱反而容易导致舰艇倾覆。有鉴于此，海军历史学者安东尼·普雷斯顿在其著作里批评这一设计为战列舰史上最差的设计。
本级全舰长121.0米，水线长度118.7米。舰体宽度为23.2米，比原设计宽了965毫米。标准排水量从14,091至14,445長噸（14,317至14,677公噸）不等，比原设计重了大约500到900吨。额定载员为军官28名，水兵826人，但苏沃洛夫公爵号在对马海峡海战时乘员达到了928人。
本级每舰安装两座直立型三段膨胀四冲程复合式蒸汽引擎，每座各推动一根传动轴。动力来源为20座贝尔维尔式燃煤锅炉。全舰设计最高时速为18節（33每小時；21英里每小時）。首舰博罗季诺号上安装的轮机为仿制品，与皇太子号上安装的拉塞纳生产的型号相同；其余4舰的轮机则是由波罗的造船厂设计和生产。博罗季诺号的锅炉可以产生16,300匹指示馬力（12,155千瓦特）的动力，而其余4艘姊妹舰则稍低一些，15,800匹指示馬力（11,782千瓦特）。此外博罗季诺号安装了废气加热器，而其姊妹舰缺少这一装置；博罗季诺号采用了三片式螺杆，而其余各舰使用的是四片式螺杆。
由于本级各舰预定在建成后就要赶赴远东，因此各舰都只进行了简单的海试。其中鹰号虽然实际出力只有14,176匹指示馬力（10,571千瓦特），但在海试中依然达到了设计航速，这也是本级中唯一一艘达标的舰艇；其余各舰虽然实际出力都比鹰号要强，但海试中的最大航速依然比鹰号要慢。重载时各舰可以装载1,350長噸（1,372公噸）煤，可以在10節（19每小時；12英里每小時）航速下实现2,590海里（4,797；2,981英里）的续航距离。各舰都装备了6台蒸汽发电机，可以输出738千瓦的电力。
本级各舰的水线装甲带均采用了克虏伯渗碳装甲，厚度为145–194毫米。炮塔最大厚度为10英寸（254），甲板厚度为1至2英寸（25至51）。1.5英寸（38）

### 武器和火控
博罗季诺级的主要武装为两对40倍径12英寸（305）火炮，各安装在两座法式电动双联装炮塔内；炮塔最大仰角15°、最大俯角5°，每门炮备弹60发。每门炮射速为90-132秒每发，炮弹重331公斤，最大仰角下射程1万4640米。1916年，5号舰光荣号为了应对新式的无畏舰的威胁进行了一定的改造，最大仰角提升到了25°，射程也提高到了2万1022米。
副武器为12门45倍径6英寸（152）速射炮，仿制自法国古斯塔夫·加奈设计的1891年型6英寸速射炮，分别安装在上甲板的6座双联装电动炮塔内。炮塔最大仰角15°，处于中部的炮塔射界可以达到180°。每门炮备弹180发，射速每分钟2-4发，炮弹重41公斤。最大射程1万1500米。
此外本级舰上还装有一批小型武器用于对抗鱼雷艇。其中包括20门50倍径加奈式3英寸（76）速射炮，安装在舰体的炮门和艏艉的炮郭中；每门炮备弹300发，弹重4.9公斤；最大仰角13°，最大射程6405米。另外在上层建筑还安装有16或者18门47毫米哈奇开斯速射炮，弹重1公斤，射速可以达到每分钟15发。
鱼雷武器方面，本级共有4具381毫米鱼雷发射管，其中两具分别安装在艏艉；另两具则安装在舷侧水线下、靠近前部主炮弹药库的位置。水线上的两具共有4枚鱼雷；水线下则有6枚。另外还可以携带50枚水雷。
本级原本安装了柳若尔（Liuzhol）式视距测距仪，利用敌舰垂直的两点之间的角度来得出双方距离；通常测量点选择水线和主桅横梁。舰上的炮术军官在查问其助手得出距离后，计算出所需的仰角和提前量，然后通过盖斯勒式电磁-机械式火控传输系统，将其命令传达给各门火炮或者炮塔。不过在舾装的过程中，前四艘改为安装了巴尔和斯特劳德公司生产的双像重合测距仪，利用让两个图像完全重合来测定距离。此外各舰也安装有佩列佩尔金（Perepelkin）式瞄准镜，不过舰上的乘员缺乏相应的训练，不懂如何操作。

## 同级舰
| 舰名                                       | 名称来源          | 建造厂               | 造价 （单位：百万卢布） | 起工          | 下水          | 服役       | 简历                                                |
| ------------------------------------------ | ----------------- | -------------------- | ----------------------- | ------------- | ------------- | ---------- | --------------------------------------------------- |
| 博罗季诺号                                 | 博罗金诺战役      | 圣彼得堡新海军部船坞 | 14.572                  | 1900年5月23日 | 1901年9月8日  | 1904年8月  | 1905年5月27日 对马海峡海战沉没                      |
| 皇帝亚历山大三世号 Император Александр III | 沙皇 亚历山大三世 | 圣彼得堡波罗的造船厂 | 13.979                  | 1900年5月23日 | 1902年8月3日  | 1904年     | 1905年5月27日 对马海峡海战沉没                      |
| 苏沃洛夫亲王号                             | 亚历山大·苏沃洛夫 | 圣彼得堡波罗的造船厂 | 13.841                  | 1901年9月8日  | 1902年9月25日 | 1904年7月  | 1905年5月27日 对马海峡海战沉没                      |
| 鹰号                                       | 鹰                | 圣彼得堡加勒尼岛船坞 | 13.404                  | 1900年6月1日  | 1902年7月19日 | 1904年     | 1905年5月28日对马海峡海战后被俘，1924作为靶舰被击沉 |
| 光榮號                                     | 光荣              | 圣彼得堡波罗的造船厂 | 13.841                  | 1902年11月1日 | 1903年8月29日 | 1905年10月 | 1917年10月17日莫恩海峡海战中自沉                    |